# Faustino Burgos Brisman

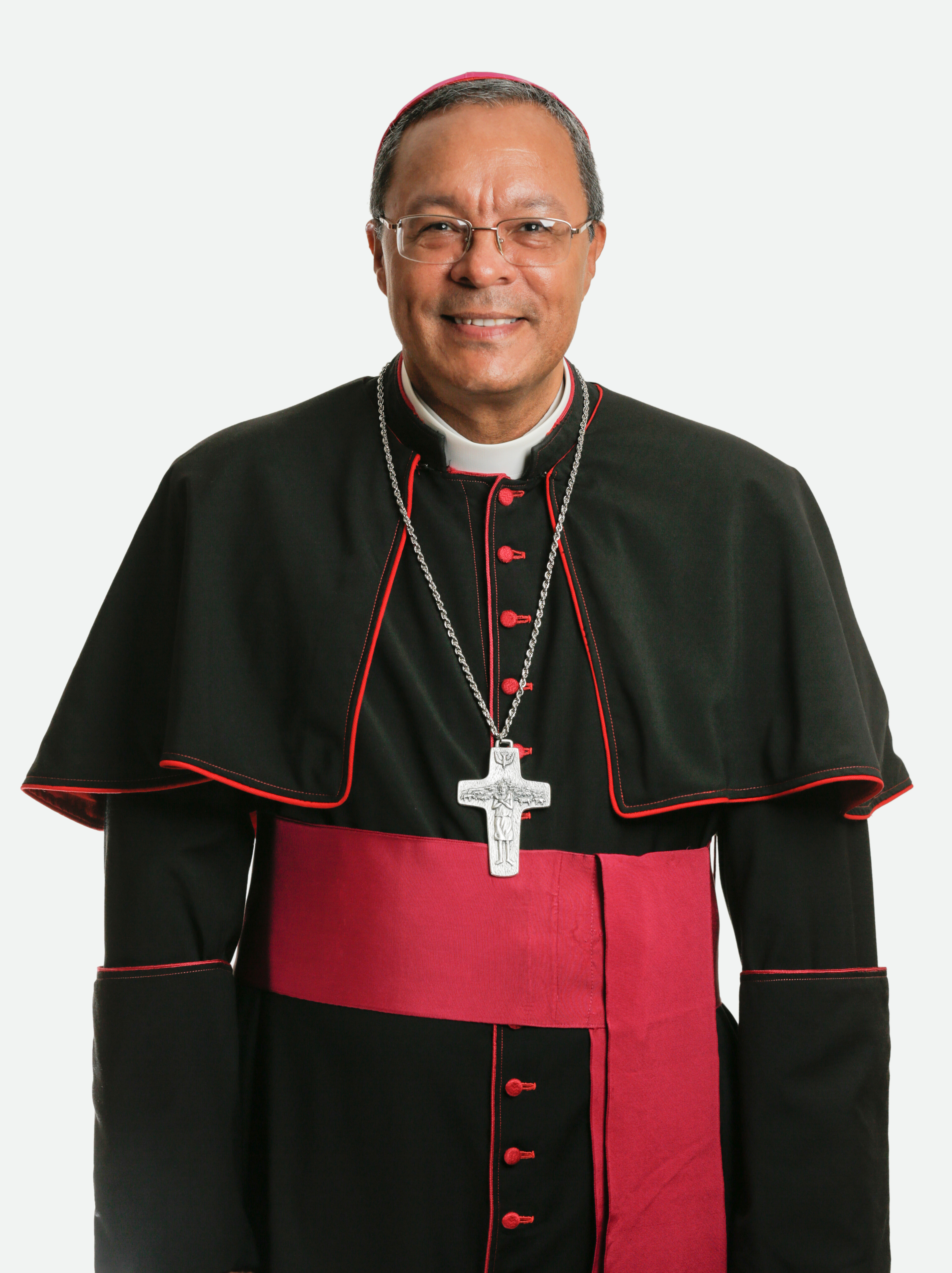
Weihbischof Faustino Burgos Brisman CM (2017)

Wappen von Faustino Burgos Brisman CM als Weihbischof

Faustino Burgos Brisman CM (* 15. Februar 1960 in San Francisco de Macorís) ist ein dominikanischer römisch-katholischer Ordensgeistlicher und ernannter Bischof von Baní.

## Leben
Faustino Burgos Brisman trat 1982 der Ordensgemeinschaft der Lazaristen bei und empfing am 30. Mai 1987 in der Kathedrale Santa Ana in San Francisco de Macorís durch den Bischof von San Francisco de Macorís, Jesús María de Jesús Moya, das Sakrament der Priesterweihe. Nach weiterführenden Studien erwarb er an der Päpstlichen Katholischen Universität „Mater et Magistra“ in Santiago de los Caballeros ein Lizenziat im Fach Philosophie und am päpstlichen Priesterseminar Santo Tomás de Aquino in Santo Domingo ein Lizenziat im Fach Religionswissenschaft. Darüber hinaus erlangte er an der Nationalen Autonomen Universität von Mexiko in Mexiko-Stadt ein Diplom im Fach Verwaltung von Bildungszentren und am Internationalen Ausbildungszentrum St. Vinzenz von Paul in Paris spezialisierte er sich im Fach Spiritualität.
Burgos Brisman war zunächst als Pfarrer der Pfarreien La Milagrosa und San Vicente de Paúl in Los Mina, einem Stadtteil von Santo Domingo, tätig. Anschließend wurde er als Missionar nach Haiti entsandt, wo er als Pfarrer der Pfarrei La Medalla Milagrosa in Port-au-Prince wirkte. Später war er Missionar in Honduras sowie im Süden der Dominikanischen Republik in den Städten San Cristóbal, Baní, Azua und Barahona. Außerdem leitete Burgos Brisman das Colegio San Vicente de Paúl und das Colegio La Milagrosa. Ferner war er für die Berufungspastoral seiner Ordensgemeinschaft in der Dominikanischen Republik verantwortlich. Von 2003 bis 2015 fungierte Burgos Brisman als Provinzsuperior der Ordensprovinz Antillen der Lazaristen. Ab 2015 war er Direktor der Genossenschaft der Töchter der christlichen Liebe vom heiligen Vinzenz von Paul in der Karibik und Pfarrvikar der Pfarrei San Vicente de Paúl in Santurce, einem Stadtteil von San Juan in Puerto Rico.
Am 22. Juli 2017 ernannte ihn Papst Franziskus zum Titularbischof von Bararus und zum Weihbischof in Santo Domingo. Der Erzbischof von Santo Domingo, Francisco Ozoria Acosta, spendete ihm sowie Ramón Benito Ángeles Fernández und Jesús Castro Marte am 26. August desselben Jahres im Centro de Convenciones Sansoucí in Santo Domingo die Bischofsweihe; Mitkonsekratoren waren der emeritierte Bischof von Barahona, Rafael Leónidas Felipe y Núñez, und der Bischof von Barahona, Andrés Napoleón Romero Cárdenas. Burgos Brisman wählte den Wahlspruch Dilectio in Servitio („Liebe im Dienst“). Als Weihbischof ist er zudem Bischofsvikar für das Vikariat West, das die Städte Los Alcarrizos und Pedro Brand sowie die Stadtteile Divina Misericordia und Manoguayabo von Herrera umfasst.
Seit 2020 ist Burgos Brisman Generalsekretär der Dominikanischen Bischofskonferenz und leitet deren Presseabteilung. Überdies gehört er dem ständigen Rat und der Kommission für die wirtschaftlichen und finanziellen Angelegenheiten an. 2021 äußerte Burgos Brisman Kritik an den Plänen der dominikanischen Regierung zur Errichtung einer Mauer an der Grenze zu Haiti, die Migration unterbinden soll. Seit dem 12. September 2023 war er außerdem Apostolischer Administrator des vakanten Bistums Baní.
Am 17. August 2024 ernannte ihn Papst Franziskus zum Bischof von Baní.
| Vorgänger                   | Amt                        | Nachfolger |
| --------------------------- | -------------------------- | ---------- |
| Víctor Emilio Masalles Pere | Bischof von Baní seit 2024 | —          |